# Otok waleškega princa
Otok waleškega princa (angleško Prince of Wales Island) je nenaseljen otok v Kanadskem arktičnem otočju na severu Kanade, s površino 33.339 km² eden od večjih kanadskih otokov in 40. največji otok na svetu. Leži v južnem delu otočja, vzhodno od polotoka Boothia in Somersetskega otoka, zahodno prek McClintockovega preliva pa je Viktorijin otok. Skupaj z okoliškim ozemljem spada pod upravo kanadske dežele Nunavut.
Večino površja sestavlja nizko hribovje iz sedimentnih kamnin, z najvišjimi vrhovi na severu otoka, ki pa ne dosegajo 500 m n. v. Večino obale obdaja trajen led, zato je najbolj negostoljuben od južnih arktičnih otokov in tudi Inuiti ga redko obiskujejo. Obale sta sredi 19. stoletja odkrili in prvič kartirali reševalni odpravi, ki sta iskali izgubljeno odpravo Johna Franklina. Poimenovan je po waleškem princu Albertu Edwardu, takrat desetletnemu sinu kraljice Viktorije, ki je kasneje postal kralj Edvard VII.